# Die Hornissen
A Die Hornissen Peter Handke osztrák Nobel-díjas író 1966-ban, a Suhrkamp kiadónál megjelent első regénye.
Magyar fordítása eddig még nem jelent meg.

## Keletkezése
A Die Hornissen 1961 és 1965 közötti időszakban keletkezett. Peter Handke ezekben az években (1961-1966) jogászhallgató volt a Grazi Egyetemen. A regény ötlete már 1960/61-ben megszülethetett, Handke gimnáziumi tanulmányainak (Humanistisches Gymnasium Klagenfurt) utolsó évében, vagy az azt követő nyári szünetben. 1961 december 10-én, két hónappal egyetemi tanulmányainak megkezdése után tett említést a regény ötletére egy levélben, amelyet egykori gimnáziumi irodalomtanárának címzett.  A levélben Handke arról számol be tanárának, hogy egy bizonyos regényének megírását már harmadszorra kezdi el teljesen elölről: »Minden erőmmel készülök a regényem harmadszori újrakezdésére. Nos, most, hogy leírtam a „regény“ szót, megint oly nevetségesnek és lehetetlennek tűnik, hogy nem is merek erre gondolni. De mit segít az? Kerül, amibe kerül – meg fogom írni«.  A cselekmény, a szereplők és egyes jelenetek vagy fejezetek vázlatát így már 1960-tól kezdve elkezdhette kidolgozni.
Az évek során Handke több helyszínen is munkálkodott a regényen: többek között graz-waltendorfi lakásában, a szülei házában Kärnten-ben és Krk szigetén, ahova 1964 nyarán utazott. A Die Hornissen első szövegváltozata bizonyára kézzel készült, hiszen akkoriban Handke még nem rendelkezett írógéppel.
A könyv megjelenésekor (1966. március) Handke már megszakította a tanulmányait és szabad íróként tevékenykedett.

## Fő témája
A Die Hornissen középpontjában egy regény keletkezésének a leírása áll, illetve annak nehézsége. A mű főhőse egy vak férfi, aki gyermekkori emlékeinek jelentős részét elvesztette. Meg van róla győződve, hogy évekkel ezelőtt, még mielőtt megvakult volna, olvasott egy könyvet, amely a saját élettörténetét írta le. Ebben a könyvben szintén egy vak személy visszaemlékezése olvasható, amelyben a főhős saját élményeit ismeri fel. Handke regénye egy fikció újbóli rögzítésének reménytelen próbálkozását jegyzi fel, amely az emlékezés hiányosságából fakad. Ezzel egyidőben pedig maga az emlékezés is fiktív dologként jelenik meg. Az egész regényt erős kétely járja át.
A mű két történetet ábrázol párhuzamosan. Az, hogy a főhős a leírtakat a jelenben éli át, vagy korábbi élményekről van szó, nem tisztázódik. Mivel az emlékei és az aktuális feltevései a fikció és a saját múltja között mozognak és egy biztos támpont hiányában nem egyértelműen definiálhatóak, identitáskrízis alakul ki. Újra és újra olyan emlékek jelennek meg, amelyek összezavarják a főszereplőt. Nem megítélhető, melyik emlék az övé és melyiket csak olvasta. A hiányzó részeket az elbeszélő autentikus élményekkel, vagy a fantáziájával tölti ki. Így ábrázolja a mű az elbeszélt valóság keletkezési módját, ami nem csupán a realitás pontos leírása, de nem is csak kitaláció, hanem a kettő keveréke.
Ebből a történetből minden hiányzik, ami egy történet ismérve. Nem rendelkezik sem térbeli, sem pedig időbeli folytonossággal, összefüggésekkel. Ehelyett az E/1. és E/3. közötti állandó váltakozás figyelhető meg.

## A 20. századi nyelvi válság
A műben egyértelmű utalásokat találhatunk a 20. század eleji nyelvi válságra. Handke a kezdetektől fogva intenzíven érdeklődik Ludwig Wittgenstein munkássága iránt. A Die Hornissen egy másik jelentős 20. századi alak, Hugo von Hofmanntsthal Ein Brief című művére tesz direkt utalást. Szinte szó szerint idézi Hofmannsthal művének legendás sorait, amelyek a szavakkal szembeni kételyeket fejezik ki. A Die Hornissen főszereplője is szkeptikus a nyelvvel és a szavakkal szemben. Felmerül a kérdés, hogy a nyelv képes -e egyáltalán a valóság agyban generált képmásait leírni.

## Recepció
A kritikák kezdetben nem igazán érdeklődtek Handke regénye iránt. Először a Gruppe 47 princetoni gyűlése (1966. április 22.) után kezdtek el vele intenzívebben foglalkozni, ahol Handke erősen kritizálta az akkori irodalmat. A Gruppe 47 abban az évben ülésezett utoljára. Ez merőben meghatározta Handke írói karrierjét.

Az alábbi kritikák Handke princetoni beszéde után jelentek meg:
Wolfgang Werth (Zeit): Az, hogy a szerző nagy ellentétek és ellentmondások ábrázolását akarja elérni, azt eredményezi, hogy végül semmit nem ér el.
Jakov Lind (Spiegel): Az elbeszélés nem indul be, hanem egy tolakodóan aprólékos, részletes leírásban fullad ki. Ezek a leírások önmagukban nem túl érdekesek. […] A részletek túlságosan terjengősek, a történések érthetetlenek.